# Agarak, Aragatsotn
Agarak là một đô thị thuộc tỉnh Aragatsotn, Armenia. Dân số ước tính năm 2011 là 1905 người.